# گورفیلد
گورفیلد (به انگلیسی: Gorefield) یک روستا و محله مدنی در بریتانیا است که در فنلند، کمبریج‌شر واقع شده‌است. گورفیلد ۱٬۱۸۴ نفر جمعیت دارد.